# 蒂法兰
蒂法兰（法語：Tuffalun，法語發音：[tyfalœ̃] ⓘ）是法国曼恩-卢瓦尔省的一个市镇，位于该省中部偏东南，属于索米尔区。

## 地名
该地名“蒂法兰”（Tuffalun）由“tuffeau”（意为“凝灰岩”）和“falun”（意为“贝壳泥灰岩”）两个词复合而成，因组成该市镇的3个原市镇地下蕴含这两种矿物而得名。

## 历史
蒂法兰成立于2016年1月1日，由以下3个市镇合并而成：
- 昂比尤堡（Ambillou-Château）
- 卢埃尔（Louerre）
- 努瓦扬拉普莱讷（Noyant-la-Plaine）

其中政府驻地为昂比尤堡。

## 地理
蒂法兰（47°15'51"N, 0°20'34"W）面积39.42 平方千米，位于法国卢瓦尔河地区大区曼恩-卢瓦尔省，该省份为法国西部内陆省份，大致对应安茹地区，北起顺时针与马耶讷省、萨尔特省、安德尔-卢瓦尔省、维埃纳省、德塞夫勒省、旺代省、大西洋卢瓦尔省和伊勒-维莱讷省接壤。
与蒂法兰接壤的市镇（或旧市镇、城区）包括：卢雷斯-罗什默尼耶、布里萨克-卢瓦尔-欧邦斯、安茹地区杜埃。
蒂法兰的时区为UTC+01:00、UTC+02:00（夏令时）。

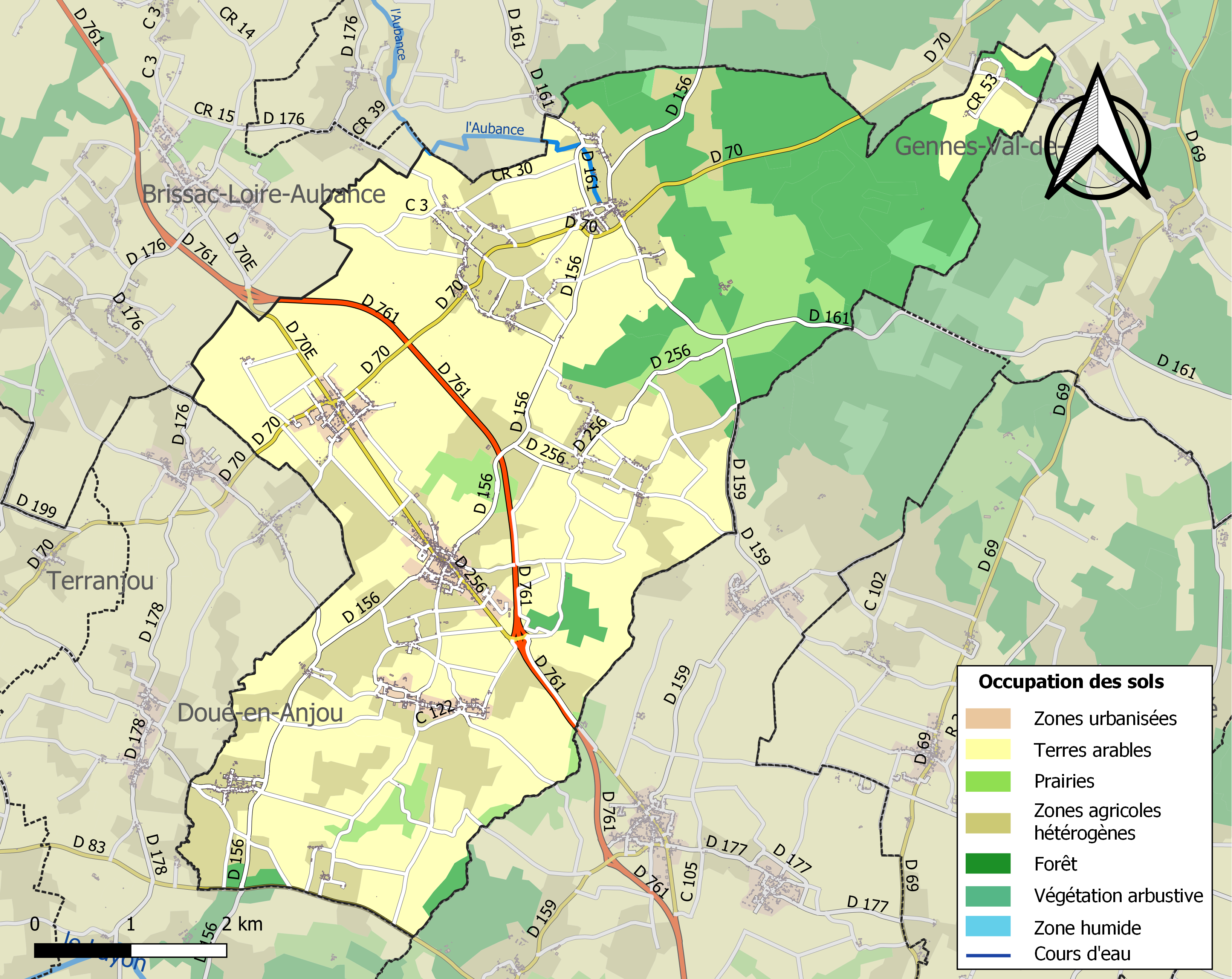
蒂法兰的OSM定位图

## 行政
蒂法兰的邮政编码为49700，INSEE市镇编码为49003。

## 政治
蒂法兰所属的省级选区为安茹地区杜埃县，现任市长为索菲·梅塔耶（Sophie Métayer）女士。

## 人口
蒂法兰于2022年1月1日时的人口数量为1734人。